# Famille de Monluc
La famille de Monluc est une famille d'extraction originaire de Gascogne, éteinte au XVIIIe siècle.
Elle compte deux maréchaux de France.

## Histoire

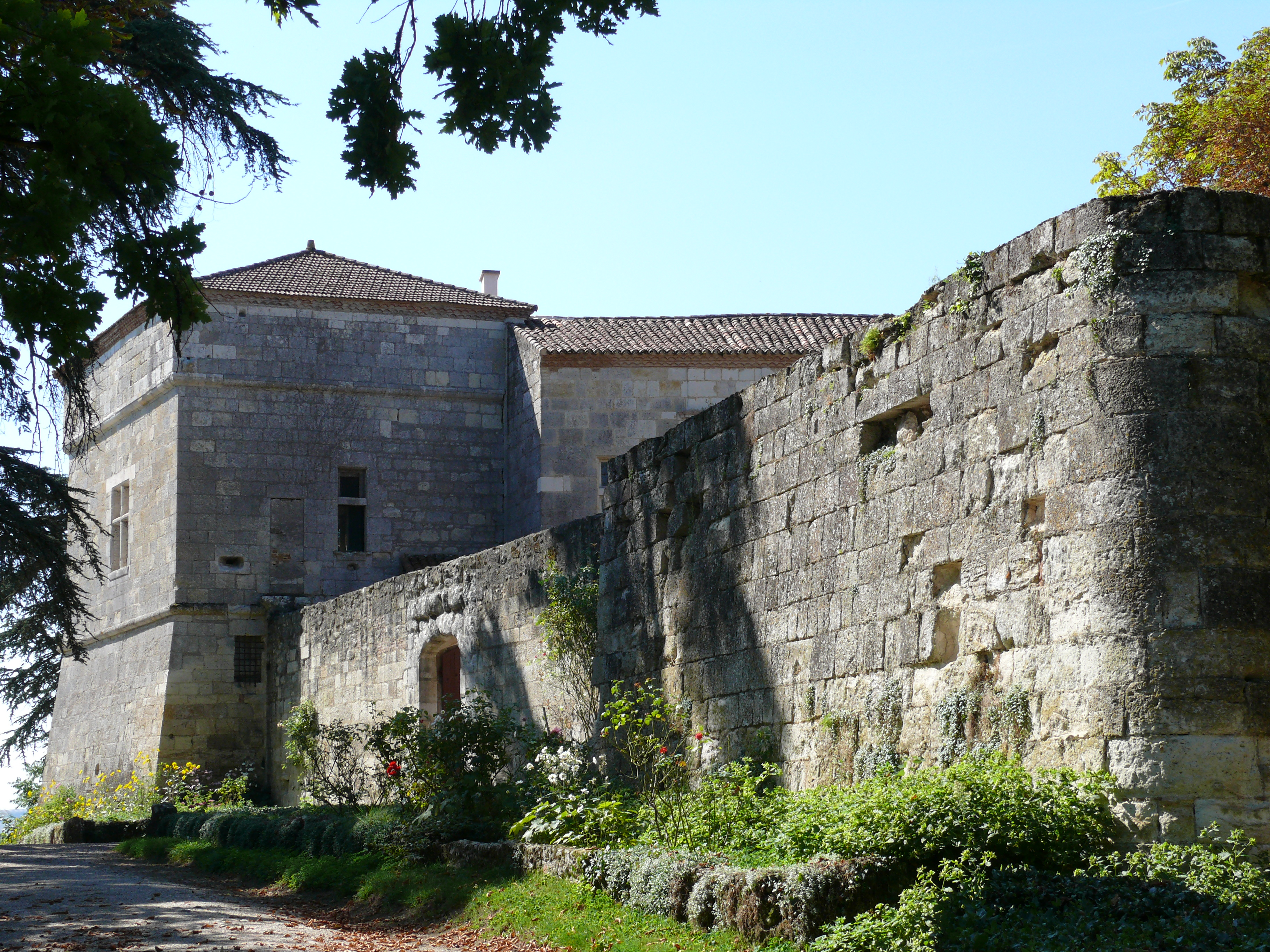
Le château de Monluc, à Estillac.

Certains de ses membres affirmèrent qu'elle était affiliée à la Maison de Montesquiou.
La famille de Lasseran possédait le château de Monluc et était parfois appelée famille de Monluc.
Cette famille, issue de la petite noblesse désargentée connut une véritable ascension sociale lorsque Blaise de Monluc accéda au titre de maréchal de France. Pour faire oublier l'humble origine de sa famille, son petit-fils, Adrien écartèle ses armes avec celles de sa mère, issue de la maison de Montesquiou.
Selon des généalogies publiées à partir des années 1730 selon les travaux de Charles d'Hozier et de du Fourny (, p. 174), les Monluc seraient un rameau cadet de la Maison de Montesquiou car elle se rattacherait à une branche puînée de cette illustre Maison (issue des Fezensac et donc des anciens comtes/ducs de Gascogne), la branche des Lasseran Massencôme issue d'Odet/Odon de Montesquiou, seigneur de Saint-Pouy (et de Monluc/Bonluc ?), marié en 1318 avec Aude de Lasseran, dame de Massencomme, et dont les enfants prirent le nom,. 
Ce rattachement des Monluc audit Odon de Montesquiou (fl. dans la 2e moitié du XIIIe siècle et au début du XIVe siècle) par le truchement des Lasseran Massencôme, se réaliserait ainsi : le fils cadet d'Odet/Odon et d'Aude, Guillaume/Guillem-Arnaud de Montesquiou de Lasseran Massencomme serait l'arrière-grand-père de Pierre de Monluc, lui-même le bisaïeul de notre Blaise ; cette parenté est néanmoins catégoriquement contestée par le généalogiste André Borel d'Hauterive qui écrit :
« Le nom de Monluc figura pour la première fois vers la fin du XVe siècle...Il appartenait à une race de gentilshommes sans illustration, sans fortune et sans crédit. En 1482 vivait Pierre de Monluc... maître d'hôtel du sérénissime seigneur d'Albret. Amanieu, son fils, aïeul du maréchal, n'est connu que par les détails renfermés dans deux passages des Commentaires de Monluc... François de Monluc, fils d'Amanieu et père du maréchal, n'est également connu que par (ces) deux passages. 
Rien n'indique le moindre lien du sang entre les seigneurs de Monluc et les Lasseran Massencomme, branche puînée de la Maison de Montesquiou. Cependant, s'il eût connu ou même présumé une semblable parenté, le maréchal n'aurait pas manqué de la signaler dans ses Commentaires, car il cite toujours avec orgueil la noblesse de son extraction, et relève la condition pauvre mais sans tache de ses ancêtres... (Cependant, au XVIIIe siècle) La postérité de Blaise de Montluc était éteinte depuis un siècle, nul héritier direct ne pouvait revendiquer la haute illustration de cette famille (de Monluc). Les Montesquiou mirent tous leurs soins à la rattacher à leur maison comme rameau de la branche cadette de Lasseran Massencomme. Quelques points d'analogie dans les armes et les alliances contractées entre les deux familles donnèrent au système de jonction une apparence de probabilité ou du moins de vraisemblance. La complaisance des généalogistes fit le reste et grâce à la haute considération dont jouissait le nom de Montesquiou pas une voix ne s'éleva pour émettre le moindre doute. Voici comment les auteurs de la troisième édition de L'Histoire des grands officiers de la Couronne du P. Anselme dans le tome VII publié en 1738 établirent pour la première fois que les Montluc étaient issus des Montesquiou. »,.

## Filiation
- Blaise de Monluc, maréchal de France
  - Jean de Monluc, évêque de Condom
    - Jean de Montluc de Balagny (légitimé), maréchal de France

  - François
    - Adrien de Monluc, gouverneur du comté de Foix

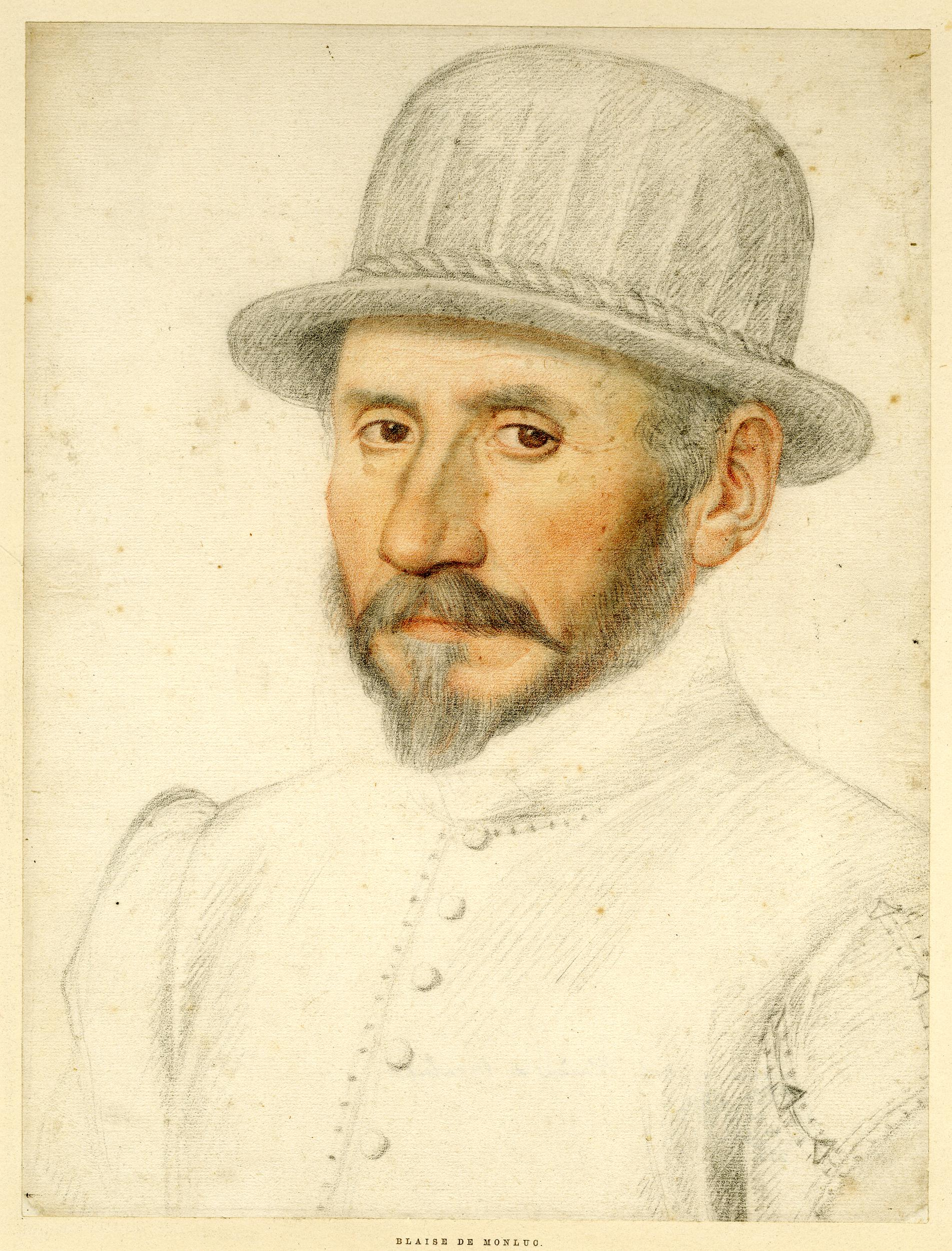
Blaise de Monluc
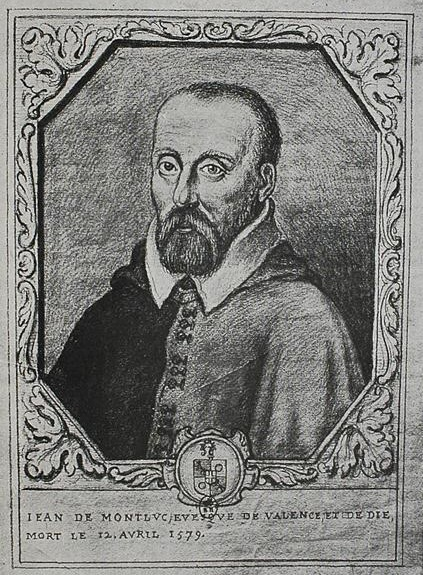
Jean de Monluc
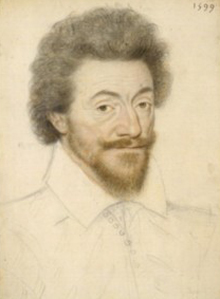
Jean de Monluc de Balagny
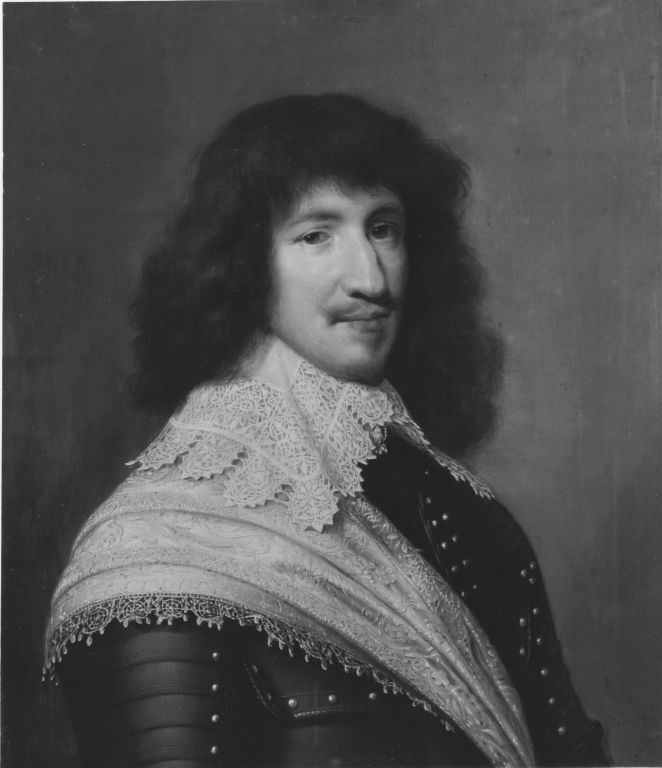
Adrien de Monluc

## Armoiries
Armes anciennes : D'azur, au loup ravissant d'or
Armes modernes Ecartelé : 1 et 4, d'azur, au loup ravissant d'or (qui est de Lasseran) ; 2 et 3, d'or, au tourteau de gueules (qui est de Montesquiou).